# Caldwell University
Caldwell University är ett privat katolskt universitet i Caldwell i New Jersey.
Utbildningsinstitutionen grundades 1939 av dominikansystrarna som Caldwell College for Women. Namnet ändrades 1986 till Caldwell College då man fick de första manliga studerandena som studerade på heltid vid institutionen. Den 9 december 2013 kom beskedet från delstaten att universitetsstatus hade beviljats och sedan den 1 juli 2014 heter institutionen Caldwell University.

## Personer med koppling till universitetet

### Kända alumner och forskare

#### Politik och samhälle
- Mary Jo Kopechne, politisk medarbetare, sekreterare åt Robert F. Kennedy